# Anna Al'minova
Anna Aleksandrovna Al'minova (in russo Анна Александровна Альминова?; Kirov, 17 gennaio 1985) è una mezzofondista russa.

## Biografia
Ottenne il suo miglior tempo nei 1500 metri indoor a Doha, durante i campionati del mondo indoor del 2010, correndoli in 4'09"81, conquistando il 7º posto. Tuttavia, risultò positiva alla pseudoefedrina, assunta attraverso un farmaco per curare un raffreddore. Ricevette dunque una pena leggera, pari a 3 mesi di squalifica (e l'annullamento della prestazione ottenuta), in quanto la commissione antidoping appurò che si era trattato di un farmaco blando, non assunto per ragioni di concorrenza.
Nel 2014, a causa di irregolarità sul passaporto biologico, viene squalificata per un periodo di 2 anni e 6 mesi. La squalifica ha decorso retroattivo dal 16 dicembre 2011 e prevede anche l'annullamento di tutti i risultati conseguiti dall'atleta dal febbraio 2009.
È sposata con l'astista australiano Viktor Chistiakov.

## Progressione

### 800 metri piani
| Stagione | Risultato | Luogo     | Data      | Rank. Mond. |
| -------- | --------- | --------- | --------- | ----------- |
| 2008     | 2'01"70   | Irkutsk   | 2-8-2008  |             |
| 2007     | 1'59"90   | Tula      | 19-6-2007 |             |
| 2006     | 2'02"02   | Zurigo    | 18-8-2006 |             |
| 2005     | 2'03"36   | Salonicco | 17-7-2005 |             |
| 2004     | 2'03"58   | Tula      | 29-7-2004 |             |
| 2003     | 2'06"56   | Mosca     | 16-5-2003 |             |
| 2001     | 2'05"78   | Čeboksary | 22-6-2001 |             |

### 800 metri piani indoor
| Stagione | Risultato | Luogo | Data      | Rank. Mond. |
| -------- | --------- | ----- | --------- | ----------- |
| 2007     | 2'04"92   | Mosca | 25-1-2007 |             |
| 2003     | 2'08"63   | Mosca | 16-1-2003 |             |

### 1000 metri piani indoor
| Stagione | Risultato | Luogo | Data      | Rank. Mond. |
| -------- | --------- | ----- | --------- | ----------- |
| 2009     | 2'34"30   | Mosca | 1-2-2009  |             |
| 2007     | 2'41"10   | Mosca | 28-1-2007 |             |
| 2006     | 2'38"50   | Mosca | 12-1-2006 |             |

### 1500 metri piani
| Stagione | Risultato | Luogo  | Data      | Rank. Mond. |
| -------- | --------- | ------ | --------- | ----------- |
| 2008     | 4'02"02   | Kazan' | 20-7-2008 |             |
| 2007     | 4'03"10   | Mosca  | 29-6-2007 |             |
| 2006     | 4'04"72   | Tula   | 15-6-2006 |             |
| 2004     | 4'10"30   | Linz   | 2-8-2004  |             |

### 1500 metri piani indoor
| Stagione | Risultato | Luogo     | Data      | Rank. Mond. |
| -------- | --------- | --------- | --------- | ----------- |
| 2009     | 4'02"32   | Mosca     | 15-2-2009 |             |
| 2007     | 4'16"00   | Volgograd | 10-2-2007 |             |
| 2006     | 4'05"75   | Il Pireo  | 25-2-2006 |             |
| 2005     | 4'07"59   | Karlsruhe | 13-2-2005 |             |
| 2003     | 4'22"89   | Mosca     | 15-1-2003 |             |

## Palmarès
| Anno | Manifestazione    | Sede       | Evento       | Risultato | Prestazione | Note                          |
| ---- | ----------------- | ---------- | ------------ | --------- | ----------- | ----------------------------- |
| 2001 | Mondiali allievi  | Debrecen   | 800 m piani  | 5ª        | 2'08"20     |                               |
| 2004 | Mondiali juniores | Grosseto   | 1500 m piani | Argento   | 4'16"32     | Miglior prestazione personale |
| 2005 | Europei indoor    | Madrid     | 1500 m piani | 8ª        | 4'13"89     |                               |
| 2008 | Giochi olimpici   | Pechino    | 1500 m piani | 11ª       | 4'06"99     |                               |
| 2009 | Europei indoor    | Torino     | 1500 m piani | dq        | 4'07"76     | [ 4 ]                         |
| 2009 | Europei indoor    | Torino     | 3000 m piani | dq        | 8'51"36     |                               |
| 2009 | Mondiali          | Berlino    | 1500 m piani | dq        | 4'12"55     |                               |
| 2010 | Mondiali indoor   | Doha       | 1500 m piani | dq        | 4'09"81     | [ 1 ]                         |
| 2010 | Europei           | Barcellona | 1500 m piani | dq        | 4'02"24     |                               |

## Altre competizioni internazionali
2008
- Coppa Europa di atletica leggera ( Annecy)